# Liste der Grade-I-Bauwerke in East Sussex
| Lage von East Sussex in England                                                                  |
| Gliederung von East Sussex                                                                       |
| 1. Hastings 2. Rother 3. Wealden 4. Eastbourne 5. Lewes 6. Brighton and Hove (Unitary Authority) |

Diese Liste der Grade-I-Bauwerke in East Sussex nennt die Grade-I-Listed Buildings in East Sussex nach Bezirken geordnet.
Von den rund 373.000 Listed Buildings in England sind rund 9000, also etwa 2,4 %, als Grade I eingestuft. Davon befinden sich etwa 150 in East Sussex.

## Brighton and Hove (Unitary Authority)
1. Arundel House, Brighton and Hove, BN2
2. Church of All Saints, Brighton and Hove, BN3
3. Church of St Andrew Including Walls, Railings and Gates, Brighton and Hove, BN3
4. Church of St Bartholomew, Brighton and Hove, BN1
5. Church of St Michael and All Angels and Attached Walls, Brighton and Hove, BN1
6. Church of St Wulfran, Brighton and Hove, BN2
7. Falmer House Including Moat Within Courtyard, Brighton and Hove, BN1
8. Marlborough House and Attached Railings, Brighton and Hove, BN1
9. Nos 1-29 and Attached Railings, Brighton and Hove, BN3
10. Nos 1-6 and Attached Railings, Brighton and Hove, BN1
11. Nos 20-32 and Attached Railings, Brighton and Hove, BN3
12. Nos 30-58, 30a and 33a (Consecutive) and Attached Railings nos 30-58, 30a and 33a and Attached Rail, Brighton and Hove, BN3
13. Nos 33-42 and Attached Railings, Brighton and Hove, BN3
14. Nos 7-19 and Attached Railings, Brighton and Hove, BN3
15. Numbers 1-10 and Attached Piers and Railings, Brighton and Hove, BN2
16. Numbers 1-14 and Attached Railings, Brighton and Hove, BN2
17. Numbers 1-14 and Chichester House and Attached Railings, Brighton and Hove, BN2
18. Numbers 11-40 and Attached Railings, Brighton and Hove, BN2
19. Numbers 15-28 and Attached Railings, Brighton and Hove, BN2
20. Numbers 41-50 and Attached Railings, Brighton and Hove, BN2
21. Stanmer House, Brighton and Hove, BN1
22. The Corn Exchange and Dome Theatre, Brighton and Hove, BN1
23. The Royal Pavilion, Brighton and Hove, BN1
24. The West Pier, Brighton and Hove, BN1

## Eastbourne
1. Church of St Mary, Eastbourne, BN21
2. Compton Place, Eastbourne, BN21
3. The Stables and Coachhouses at Compton Place, Eastbourne, BN21

## Hastings
1. Hastings Castle, Hastings, TN34

## Lewes
1. Anne of Cleves House wings Place, Ditchling, Lewes (District), BN6
2. Barbican to Lewes Castle and Walls to South, Lewes, Lewes, BN7
3. Church of St Andrew, Seaford, Lewes, BN25
4. Church of St Anne, Lewes, Lewes, BN7
5. Church of St John the Baptist, Lewes, Lewes, BN7
6. Church of St Michael and Railings, Lewes, Lewes, BN7
7. Firle Place, Firle, Lewes, BN8
8. Glynde Place, Glynde, Lewes, BN8
9. Great Ote Hall, Wivelsfield, Lewes, RH15
10. Jireh Chapel and Sunday School to North, Lewes, Lewes, BN7
11. Keep to Lewes Castle, Lewes, Lewes, BN7
12. Malling House, Lewes, Lewes, BN7
13. Remains of Inner Gatehouse and Walls to East and West, Lewes, Lewes, BN7
14. Ruins of Lewes Priory, Lewes, Lewes, BN7
15. Shelleys Folley, Hamsey, Lewes, BN8
16. Swanborough Manor and the Dovecot to North West of the House, Iford, Lewes, BN7
17. The Parish Church, Southease, Lewes, BN7
18. The Parish Church of St Andrew, Beddingham, Lewes, BN8
19. The Parish Church of St John, Piddinghoe, Lewes, BN9
20. The Parish Church of St Lawrence, Telscombe, Lewes, BN7
21. The Parish Church of St Leonard, Seaford, Lewes, BN25
22. The Parish Church of St Margaret, Ditchling, Lewes, BN6
23. The Parish Church of St Mary, Tarring Neville, Lewes, BN9
24. The Parish Church of St Mary the Virgin, Ringmer, Lewes, BN8
25. The Parish Church of St Michael and All Angels, Plumpton, Lewes, BN7
26. The Parish Church of St Nicholas, Iford, Lewes, BN7
27. The Parish Church of St Peter, Firle, Lewes, BN8
28. The Parish Church of St Peter, Hamsey, Lewes, BN8
29. The Parish Church of St Peter, Rodmell, Lewes, BN7
30. The Stables of Glynde Place to South West of the House, Glynde, Lewes, BN8

## Rother
1. Bateman’s, Burwash, Rother, TN19
2. Battle Abbey School, Battle, Rother, TN33
3. Bodiam Castle, Bodiam, Rother, TN32
4. Brickwall, Northiam, Rother, TN31
5. Camber Castle, Icklesham, Rother, TN36
6. Church of St Mary, Rye, Rother, TN31
7. Great Dixter, Northiam, Rother, TN31
8. Haremere Hall, Etchingham, Rother, TN19
9. Land Gate the Pipewell, Icklesham, Rother, TN36
10. Manor Cottages, Sedlescombe, Rother, TN33
11. Parish Church of St Peter, Ashburnham, Rother, TN33
12. Pashley Manor, Ticehurst, Rother, TN5
13. Rye Working Men’s Conservative Club, Rye, Rother, TN31
14. The Abbey, Salehurst and Robertsbridge, Rother, TN32
15. The Court Hall town Museum, Icklesham, Rother, TN36
16. The De La Warr Pavilion, Rother, TN40
17. The Gatehouse, Battle Abbey, Battle, Rother, TN33
18. The Landgate, Rye, Rother, TN31
19. The New Gate, Icklesham, Rother, TN36
20. The Parish Church of All Saints, Beckley, Rother, TN31
21. The Parish Church of All Saints, Iden, Rother, TN31
22. The Parish Church of St George, Brede, Rother, TN31
23. The Parish Church of St George, Crowhurst, Rother, TN33
24. The Parish Church of St James, Ewhurst, Rother, TN32
25. The Parish Church of St John the Baptist, Westfield, Rother, TN35
26. The Parish Church of St Laurence, Guestling, Rother, TN35
27. The Parish Church of St Mary, Battle, Rother, TN33
28. The Parish Church of St Mary, Salehurst and Robertsbridge, Rother, TN32
29. The Parish Church of St Mary, Udimore, Rother, TN31
30. The Parish Church of St Michael, Penhurst, Rother, TN33
31. The Parish Church of St Michael, Playden, Rother, TN31
32. The Parish Church of St Nicholas, Icklesham, Rother, TN36
33. The Parish Church of St Nicholas and St Mary, Etchingham, Rother, TN19
34. The Parish Church of St Peter and St Paul, Peasmarsh, Rother, TN31
35. The Parish Church of St Thomas a Becket, Brightling, Rother, TN32
36. The Parish Church of St Thomas the Martyr, Icklesham, Rother, TN36
37. The Precinct Wall of Battle Abbey, Battle, Rother, TN33
38. The Ruins of Battle Abbey, Battle, Rother, TN33
39. The Ruins of the Church of Grey Friars Monastery in the Grounds of Grey Friars, Icklesham, Rother, TN36
40. The Strand Gate, Icklesham, Rother, TN36
41. Ypres Tower and part of Rye Town Wall, Rye, Rother, TN31

## Wealden
1. Barbican Tower and Bridge over the Moat at Michelham Priory, Arlington, Wealden, BN27
2. Friston Place, East Dean and Friston, Wealden, BN20
3. Hammerwood Park, Forest Row, Wealden, RH19
4. Herstmonceux Castle with Attached Bridges to North and South and Causeway with Moat Retaining Walls, Herstmonceux, Wealden, BN27
5. Herstmonceux Place, Herstmonceux, Wealden, BN27
6. Horselunges Manor, Hellingly, Wealden, BN27
7. Michelham Priory, Arlington, Wealden, BN27
8. Middle House Hotel, Mayfield and Five Ashes, Wealden, TN20
9. Parish Church of St Andrew, Alfriston, Wealden, BN26
10. Sheffield Park House, Fletching, Wealden, TN22
11. The Hoo, Willingdon and Jevington, Wealden, BN20
12. The Market Cross, Alfriston, Wealden, BN26
13. The Old Palace (The Convent of the Holy Child Jesus, St Leonard’s Mayfield School), Mayfield and Five Ashes, Wealden, TN20
14. The Old Parish Church of St Margaret, Buxted, Wealden, TN22
15. The Parish Church, Alciston, Wealden, BN26
16. The Parish Church, Chiddingly, Wealden, BN8
17. The Parish Church, Cuckmere Valley, Wealden, BN26
18. The Parish Church of All Saints, Cuckmere Valley, Wealden, BN25
19. The Parish Church of All Saints, Heathfield and Waldron, Wealden, TN21
20. The Parish Church of All Saints, Herstmonceux, Wealden, BN27
21. The Parish Church of All Saints, Laughton, Wealden, BN8
22. The Parish Church of Saint Mary, Hailsham, Wealden, BN27
23. The Parish Church of Saint Mary the Virgin, East Dean and Friston, Wealden, BN20
24. The Parish Church of Saint Peter, Long Man, Wealden, BN26
25. The Parish Church of St Andrew, Willingdon and Jevington, Wealden, BN26
26. The Parish Church of St Andrew and St Mary, Fletching, Wealden, TN22
27. The Parish Church of St Bartholomew, Chalvington with Ripe, Wealden, BN27
28. The Parish Church of St Bartholomew, Maresfield, Wealden, TN22
29. The Parish Church of St Denys, Rotherfield, Wealden, TN6
30. The Parish Church of St Dunstan, Mayfield and Five Ashes, Wealden, TN20
31. The Parish Church of St John the Baptist, Chalvington with Ripe, Wealden, BN8
32. The Parish Church of St Margaret, Isfield, Wealden, TN22
33. The Parish Church of St Mary, Hartfield, Wealden, TN7
34. The Parish Church of St Mary, Ninfield, Wealden, TN33
35. The Parish Church of St Mary, Warbleton, Wealden, TN21
36. The Parish Church of St Mary, Westham, Wealden, BN24
37. The Parish Church of St Mary and St Peter, Long Man, Wealden, BN26
38. The Parish Church of St Mary Magdalene, Wartling, Wealden, BN27
39. The Parish Church of St Mary the Virgin, Willingdon and Jevington, Wealden, BN20
40. The Parish Church of St Michael, Withyham, Wealden, TN7
41. The Parish Church of St Michael and All Angels, Berwick, Wealden, BN26
42. The Parish Church of St Michael the Archangel, Cuckmere Valley, Wealden, BN26
43. The Parish Church of St Nicolas, Pevensey, Wealden, BN24
44. The Parish Church of St Oswald, Hooe, Wealden, TN33
45. The Parish Church of St Pancras, Arlington, Wealden, BN26
46. The Parish Church of St Peter and St Paul, Hellingly, Wealden, BN27
47. The Parish Church of St Peter and St Paul, Wadhurst, Wealden, TN5
48. The Parish Church of St Simon and St Jude, East Dean and Friston, Wealden, BN20
49. The Ruins of Bayham Abbey, Frant, Wealden, TN3
50. The Tithe Barn South West of Court House Farm, Alciston, Wealden, BN26
51. Wilmington Priory, Long Man, Wealden, BN26